# Admirál flotily
Admirál flotily či flotilový admirál je nejnižší vlajkovou hodností, o stupeň vyšší než kapitán, v námořnictvech Belgie, Dánska, Finska, Litvy, Německa a Švédska. Odpovídá hodnosti komodora či kontradmirála některých jiných loďstev. Ekvivalentní armádní hodností je brigádní generál.

## Označení hodnosti

Belgické námořnictvo: Amiral de flottille/Flottieljeadmiraal
Dánské královské námořnictvo: Flotilleadmiral
Finské námořnictvo: Lippueamiraali
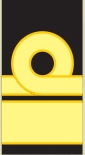
Litevské námořnictvo: Flotilės admirolas
Německé námořnictvo: Flottillenadmiral
Švédské námořnictvo: Flottiljamiral